# La Roureda Nova
la Roureda Nova és una masia al terme d'Avià inclosa en l'Inventari del Patrimoni Arquitectònic de Catalunya. Els actuals propietaris hi resideixen tan sols en dies festius i vacances. Ells daten la construcció vers 1920.
Masia orientada a migdia d'estructura força clàssica, estructurada en planta baixa i tres pisos superiors. El parament és fet a base de carreus de pedra de grans dimensions, sense desbastar i units amb morter. A les cantonades i a altres llocs destacats, en canvi, en trobem de perfectament escairats. La coberta és a dues aigües feta de teula àrab. Destaca una motllura esglaonada de pedra vista a la coberta, com a remat de la façana principal. Hi ha un gran nombre d'obertures a la façana principal; trobem arcs escarsers, finestres allindanades, i el més destacat són els tres arcs de mig punt suportats per pilars cruciformes a la zona central dels pisos. Les finestres de la resta de les façanes són de menors dimensions, allindanades i disposades de forma aleatòria.